# Tephraea pagenstecheri
Tephraea pagenstecheri är en skalbaggsart som beskrevs av Preiss 1902. Tephraea pagenstecheri ingår i släktet Tephraea och familjen Cetoniidae. Inga underarter finns listade i Catalogue of Life.